# Alpha Persei
Pour les articles homonymes, voir Algenib.
Désignations
Alpha Persei (α Per / α Persei), également nommée Mirfak, est l'étoile la plus brillante de la constellation de Persée, avec une magnitude apparente de 1,81. Aux latitudes moyennes de l'hémisphère nord, il s'agit d'une étoile circumpolaire qui est donc visible toute l'année.
C'est une supergéante jaune-blanche située à environ ∼ 510 a.l. (∼ 156 pc) de la Terre. Elle fait partie de l'amas ouvert connu comme l'amas d'Alpha Persei, qui est facilement visible avec des jumelles et inclut plusieurs des étoiles plus faibles de Persée.

## Environnement stellaire

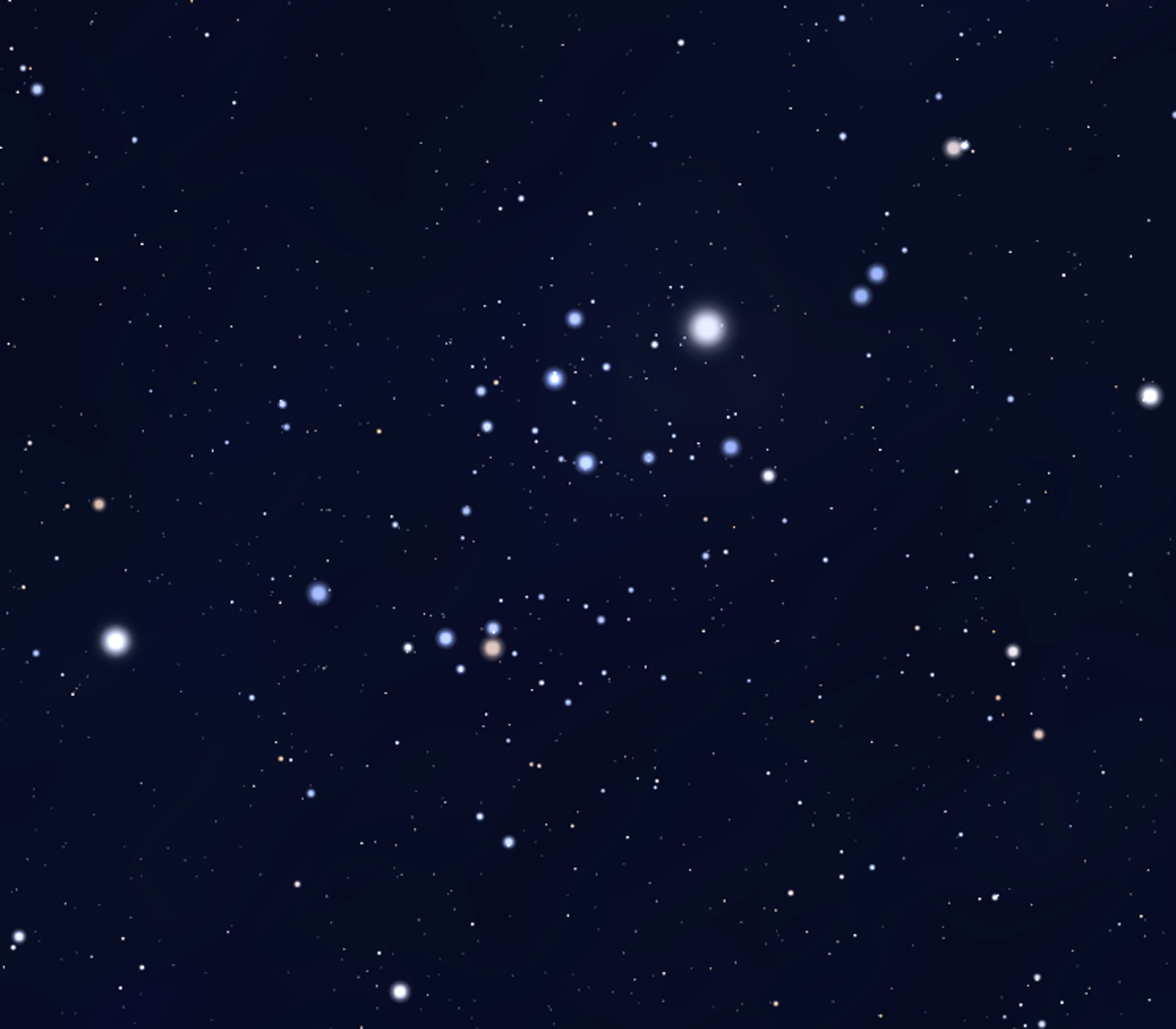
Vue simulée de l'amas d'Alpha Persei dans Stellarium.

Dans la nouvelle réduction des données du satellite Hipparcos, Mirfak présente une parallaxe annuelle de 6,44 ± 0,17 mas, ce qui signifie qu'elle est distante de ∼ 510 a.l. (∼ 156 pc) de la Terre. Elle se rapproche quelque peu du Soleil avec une vitesse radiale de −2 km/s.
Mirfak est localisée au sein d'un amas d'étoiles nommé l'amas d'Alpha Persei ou Melotte 20, et qui comprend de nombreuses étoiles plus faibles de la constellation de Persée. La distance et l'âge de l'amas, similaires à Alpha Persei, confirment que l'étoile en fait bien partie. Elle ne possède pas de compagnon stellaire connu qui l'orbiterait. Le catalogue d'étoiles doubles de Washington lui recense toutefois un compagnon optique. Il s'agit d'une étoile de treizième magnitude qui, en date de 2002, était localisée à un angle de position de 198° et à une distance angulaire de 164 secondes d'arc.

## Propriétés
Mirfak est une supergéante jaune-blanche de type spectral F5 Ib, environ 8,5 fois plus massive que le Soleil. Âgée de seulement 41 millions d'années, elle a évolué rapidement pour sortir de la séquence principale — où elle était probablement une étoile chaude de type B — en raison de sa grande masse. Mirfak est devenue environ 60 fois plus grande que le Soleil et 5 000 fois plus lumineuse que lui. Sa température de surface est de 6 350 K, ce qui lui donne sa teinte jaune-blanche typique des étoiles de type F.
Dans le diagramme de Hertzsprung-Russell, Mirfak se trouve très près de la bande d'instabilité, au sein de laquelle se trouvent les variables céphéides. Elle est donc utile dans l'étude de ces étoiles, qui sont des chandelles standards extrêmement importantes.
Mirfak possède un spectre similaire à Procyon A, même si cette dernière est bien moins lumineuse qu'elle. Cette différence est mise en avant par leur classement au sein de la classification MKK, publiée en 1943, où les étoiles sont rangées selon leur luminosité et leur type spectral. Procyon A est classée F5 IV, ce qui correspond à une étoile sous-géante, tandis que Mirfak est classée F5 Ib, ce qui correspond à une étoile supergéante peu lumineuse. Depuis lors, le spectre de l'étoile est demeuré un point d'ancrage stable à partir duquel les autres étoiles sont classées.

## Possible exoplanète
La présence d'une planète orbitant Mirfak a été proposée en 2012, sur la base de la détection d'une variation périodique de sa vitesse radiale d'une amplitude de 70,8 ± 1,6 m/s. Cette planète aurait une masse minimale de 6,6 fois celle de Jupiter et aurait une période orbitale de 128 jours. Cependant, cette période de 128 jours, mesurée sur 20 ans, semble ne pas être stable sur le long terme et la planète demeure donc largement à confirmer. D'autres explications plus probables pour expliquer les variations de vitesse radiale ont de plus été avancées, comme par exemple des pulsations stellaires, ou un phénomène de « modulation rotationnelle » qui s'expliquerait par la présence de taches stellaires à la surface de l'étoile. D'autres publications précédentes avaient également trouvé des périodes de 87,7 jours ou de 77,7 jours, mais elles restent à confirmer.
| Planète        | Masse        | Demi-grand axe (ua) | Période orbitale (jours) | Excentricité | Inclinaison | Rayon |
| -------------- | ------------ | ------------------- | ------------------------ | ------------ | ----------- | ----- |
| Alpha Persei b | 6,6 ± 0,2 MJ | 0,97 ?              | 128 ± 3                  | 0,1 ± 0,04   |             |       |

## Noms
α Persei est la désignation de Bayer de l'étoile. Elle porte également les noms traditionnels de Mirfak et d'Algenib, tous deux d'origine arabe.
Mirfak, également orthographié Mirphak, Marfak, Murfach ou Marfik est issu de la phrase Mirfaq [al-Turayyā], qui signifie « le Coude [d’Al Thuraya] » (= des Pléiades). Algénib, également orthographié Algeneb, Elgenab, Gęnib, Chenib or Alchemb, dérive du terme الجنب al-Janb, traduit comme « le Flanc » ; à l'origine attribué à α Persei, ce nom a été déplacé vers γ Pegasi. Le nom de Mirfak a été approuvé par l'Union astronomique internationale le 20 juillet 2016, tandis que le nom d'Algénib a été attribué à γ Pegasi.
Dans l'astronomie hawaïenne traditionnelle, l'étoile est appelée Hinali'i. Ce nom commémore un grand tsunami et marque le début de la migration de Maui. Selon certaines légendes hawaïennes, Hinali'i serait le lieu où s'est matérialiséé la séparation entre la Terre et le ciel lors de la création de la Voie lactée.
Assemani[Lequel ?] fait allusion à un titre, Mughammid (مغمد), ou Muliammir al Thurayya (ملىمرٱلطرى), signifiant « le Receleur des Pléiades ». Il est marqué sur une globe de la famille Borgia, qui, d'après son emplacement, pourrait désigner α Persei.
Avec γ Persei, δ Persei, η Persei, σ Persei et ψ Persei, α Persei fait partie d'un groupe d'étoiles parfois nommé dans la littérature anglophone the Segment of Perseus (« le segment de Persée »).
En astronomie chinoise, elle fait partie de l'astérisme Tianchuan, qui représente un bateau, et qui comprend, outre α Persei, γ Persei, δ Persei, η Persei, μ Persei, ψ Persei, 48 Persei et HD 27084.